# Gibraltarische Fußballnationalmannschaft
Die gibraltarische Fußballnationalmannschaft ist die Nationalmannschaft des britischen Überseegebiets Gibraltar unter der Regie der Gibraltar Football Association (GFA). Die GFA wurde am 24. Mai 2013 als 54. vollwertiges Mitglied von der UEFA aufgenommen. Sie nahm bei der Qualifikation für die Europameisterschaft 2016 in Frankreich erstmals an Qualifikationsspielen zur Europameisterschaft teil. Am 13. Mai 2016 wurde die GFA als 211. Mitglied in die FIFA aufgenommen.

## Geschichte
Gibraltar konnten sich bisher noch nie für Europa- oder Weltmeisterschaften qualifizieren. Die ersten internationalen Auftritte Gibraltars fanden überwiegend bei den Island Games statt, die alle zwei Jahre ausgetragen werden. Aus diesem Turnier resultiert auch der höchste Sieg Gibraltars gegen die Fußballauswahl der Insel Sark mit 19:0. Im Frühsommer 2006 nahm Gibraltar am FIFI Wild Cup in Hamburg teil und belegte dort den dritten Platz.
Bemühungen, eigenständiges Mitglied der UEFA und der FIFA zu werden, scheiterten in der Vergangenheit immer wieder am Einspruch des spanischen Fußballverbandes. Die Möglichkeit einer Mitgliedschaft Gibraltars in der UEFA war 2006 gestiegen, als der internationale Sportgerichtshof (CAS) dem Kontinentalverband empfohlen hatte, Gibraltar als Mitglied aufzunehmen. Im Dezember 2006 wurde Gibraltar dann als vorläufiges Mitglied in die UEFA aufgenommen. Über eine Vollmitgliedschaft entschied der UEFA-Kongress Ende Januar 2007 in Düsseldorf, wo eine Mitgliedschaft Gibraltars als 54. Mitgliedsland abgelehnt wurde. Am 1. Oktober 2012 wurde Gibraltar erneut als vorläufiges Mitglied in die UEFA aufgenommen.
Über eine Vollmitgliedschaft entschied der UEFA-Kongress am 24. Mai 2013 in London, wobei Gibraltar schließlich als vollwertiges Mitglied aufgenommen wurde. Somit nahm die Nationalmannschaft erstmals bei der Qualifikation für die Europameisterschaft 2016 in Frankreich an einem Turnier teil und traf dort auf Deutschland, Irland, Polen, Schottland und Georgien. Am 19. November 2013 bestritt Gibraltar das erste offizielle Länderspiel gegen die Slowakei im Estádio Algarve im portugiesischen Faro. Es endete mit 0:0, was als Achtungserfolg eingeordnet wurde. Das zweite Länderspiel am 1. März 2014 im heimischen Victoria Stadium wurde deutlich mit 1:4 gegen die Färöer verloren; dabei erzielte Roy Chipolina mit einem Kopfball das erste Länderspieltor seit Zugehörigkeit zur UEFA. Im fünften offiziellen Länderspiel gelang am 4. Juni 2014 gegen Malta der erste Sieg durch ein Tor von Kyle Casciaro.
Die erste Trainerentlassung als UEFA-Mitglied nahm der Fußballverband Gibraltars im März 2015 vor. Allen Bula, bis dahin bei allen offiziellen Länderspielen in verantwortlicher Funktion auf der Bank, musste seinen Hut nehmen. Er wurde vorübergehend ersetzt durch seinen Assistenten David Wilson. Im Juli 2015 präsentierte der Verband mit Jeff Wood einen hauptamtlichen Nachfolger auf dem Cheftrainerposten. Im Rahmen der UEFA Nations League 2018/19 gelang Gibraltar im Oktober 2018 mit einem 1:0-Auswärtssieg gegen Armenien der erste Sieg in einem Pflichtspiel sowie in einem Auswärtsspiel. Der Mannschaft platzierte sich auf dem dritten Platz vor Liechtenstein. In der UEFA Nations League 2020/21 spielte Gibraltar in einer Gruppe mit Liechtenstein und San Marino. Es gelangen zwei weitere Siege und zwei Unentschieden, so dass die Mannschaft ungeschlagen den ersten Platz belegte und in der nächsten Auflage des Wettbewerbs voraussichtlich in die nächsthöhere Liga C aufsteigen wird.

## Gibraltar bei Weltmeisterschaften
- 1930 bis 2014 –  war kein FIFA-Mitglied
- 2018 bis 2022 – nicht qualifiziert

## Gibraltar bei Europameisterschaften
Die Nationalmannschaft von Gibraltar nahm 2014 erstmals an einer Qualifikation für die Fußball-Europameisterschaft teil. Bei der Auslosung der Qualifikationsgruppen am 23. Februar 2014 in Nizza wurde Gibraltar in Gruppe D mit Deutschland, Irland, Polen, Schottland und Georgien gelost. Nach vier Niederlagen ohne eigenes Tor gelang Lee Casciaro am 29. März 2015 beim 1:6 gegen Schottland das erste Pflichtspieltor für Gibraltar mit dem Treffer zum 1:1.
| Jahr | Gastgeberland | Teilnahme bis …    | Letzte(r) Gegner | Ergebnis | Bemerkungen und Besonderheiten                                                                |
| ---- | ------------- | ------------------ | ---------------- | -------- | --------------------------------------------------------------------------------------------- |
| 2016 | Frankreich    | nicht qualifiziert |                  |          | In der Qualifikation gegen Deutschland, Georgien, Irland, Polen und Schottland ausgeschieden. |
| 2021 | Europaweit    | nicht qualifiziert |                  |          | In der Qualifikation gegen Georgien, Irland, Schweiz und Dänemark ausgeschieden.              |
| 2024 | Deutschland   | nicht qualifiziert |                  |          | In der Qualifikation gegen Frankreich, Griechenland, Niederlande und Irland ausgeschieden.    |

## UEFA Nations League
- 2018/19: Liga D, 3. Platz mit 2 Siegen und 4 Niederlagen
- 2020/21: Liga D, 1. Platz mit 2 Siegen und 2 Remis
- 2022/23: Liga C, 4. Platz mit 1 Remis und 5 Niederlagen
- 2024/25: Liga D, 2. Platz mit 1 Sieg und 3 Remis, Relegation um Aufstieg in Liga C im März 2026 gegen Lettland

## Rekordspieler
(Stand: 25. März 2025)
| Rekordspieler | Rekordspieler    | Rekordspieler | Rekordspieler |
| Spiele        | Spieler          | Zeitraum      | Tore          |
| ------------- | ---------------- | ------------- | ------------- |
| 86            | Liam Walker      | seit 2013     | 6             |
| 75            | Roy Chipolina    | seit 2013     | 5             |
| 66            | Lee Casciaro     | seit 2014     | 3             |
| 63            | Jayce Olivero    | seit 2016     |               |
| 61            | Joseph Chipolina | seit 2013     | 2             |
| 61            | Jack Sergeant    | seit 2013     |               |
| 50            | Louie Annesley   | seit 2018     | 1             |
| 50            | Tjay De Barr     | seit 2018     | 3             |
| 45            | Ethan Britto     | seit 2018     |               |
| 39            | Kian Ronan       | seit 2020     |               |
| 38            | Scott Wiseman    | seit 2013     |               |
| 37            | Aymen Mouelhi    | seit 2018     |               |
| 35            | Ethan Jolley     | seit 2019     |               |
| 32            | Jamie Coombes    | seit 2015     |               |
| 32            | Dayle Coleing    | seit 2019     |               |
| 31            | Reece Styche     | seit 2014     | 3             |

## Rekordtorschützen
(Stand: 25. März 2025)
| Rekordschützen | Rekordschützen   | Rekordschützen | Rekordschützen |
| Tore           | Spieler          | Zeitraum       | Spiele         |
| -------------- | ---------------- | -------------- | -------------- |
| 8              | Liam Walker      | seit 2013      | 86             |
| 5              | Roy Chipolina    | seit 2013      | 75             |
| 3              | Reece Styche     | seit 2014      | 31             |
| 3              | Tjay De Barr     | seit 2018      | 50             |
| 3              | Lee Casciaro     | seit 2014      | 66             |
| 2              | Dan Bent         | seit 2024      | 07             |
| 2              | Jake Gosling     | 2014–2018      | 12             |
| 2              | Joseph Chipolina | seit 2013      | 61             |
| 1              | 8 Spieler        |                |                |

## Länderspiele gegen deutschsprachige Mannschaften
| Datum         | Ort              | Heimmannschaft | Resultat | Gastmannschaft |
| ------------- | ---------------- | -------------- | -------- | -------------- |
| 14. Nov. 2014 | Nürnberg         | Deutschland    | 4:0      | Gibraltar      |
| 13. Juni 2015 | Faro/Loulé (POR) | Gibraltar      | 0:7      | Deutschland    |
| 23. März 2016 | Gibraltar        | Gibraltar      | 0:0      | Liechtenstein  |
| 9. Sep. 2018  | Vaduz (LIE)      | Liechtenstein  | 2:0      | Gibraltar      |
| 16. Okt. 2018 | Gibraltar        | Gibraltar      | 2:1      | Liechtenstein  |
| 8. Sep. 2019  | Sion (CHE)       | Schweiz        | 4:0      | Gibraltar      |
| 18. Nov. 2019 | Gibraltar        | Gibraltar      | 1:6      | Schweiz        |
| 10. Okt. 2020 | Vaduz (LIE)      | Liechtenstein  | 0:1      | Gibraltar      |
| 17. Nov. 2020 | Gibraltar        | Gibraltar      | 1:1      | Liechtenstein  |
| 16. Nov. 2022 | Gibraltar        | Gibraltar      | 2:0      | Liechtenstein  |
| 8. Sep. 2024  | Gibraltar        | Gibraltar      | 2:2      | Liechtenstein  |
| 13. Okt. 2024 | Vaduz (LIE)      | Liechtenstein  | 0:0      | Gibraltar      |

## Trainer
- Peter Barnes (1998)
- Allen Bula (2010–2015)
- David Wilson (2015, interim)
- Jeff Wood (2015–2018)
- Desi Curry (2018, interim)
- Julio Ribas (2018–2024)
- Scott Wiseman (2025–, interim)